# Iwaširo (provincie)

Mapa japonských provincií z roku 1869 se zvýrazněnou provincií Iwaširo

Provincie Iwaširo (japonsky 岩代国, Iwaširo no kuni) byla stará japonská provincie, na jejímž území se dnes rozkládá část prefektury Fukušima, která leží v jižní části regionu Tóhoku. Iwaširo někdy bývala také nazývána „Kanšú“ (岩州). Tato provincie vznikla 19. ledna 1869 rozdělením bývalé provincie Mucu na 5 částí. 
Provincie se rozkládala v západní polovině střední části prefektury Fukušima, její východní polovina patřila provincii Iwaki. Přesněji okresy Date a Adači na severu patřily provincii Iwaširo, zatímco okresy Higaširakawa a Niširakawa na jihu spadaly pod provincii Iwaki. Hranici mezi oběma provinciemi tvořila řeka Abukuma. 

## Historie
Původní provincie Mucu, známá rovněž jako Óšú (奥州), byla po válce Bošin vládou Meidži rozdělena na 5 částí. Vznikly tak provincie Iwaki, Iwaširo, Rikučú, Rikuzen a Rikuó. Stalo se tak 19. ledna 1869 ─ podle lunisolárního kalendáře to bylo 7. prosince 1868. V roce 1872 měla provincie 427 933 obyvatel.